# Gregorio López Madera (1562-1649)
Gregorio López Madera (Madrid, 10 de mayo de 1562-Madrid, 22 de marzo de 1649) fue un jurista español, hijo del médico del mismo nombre.

## Biografía
Nació en Madrid el 10 de mayo de 1562, hijo de Gregorio López Madera e Isabel de Halia y Ronquillo. Estudió leyes y letras en las universidades de Salamanca y de Alcalá de Henares y llegó a ser catedrático de Vísperas de la última. Se casó, probablemente en 1583, con Baltasara Agunde Godínez, con quien tuvo cuatro hijas; su segundo matrimonio fue con Paula Porcel de Peralta, pero no tuvieron descendencia. Fue oidor de la Casa de Contratación de Sevilla y fiscal de la Real Chancillería de Granada. Hacia 1602, ocupó el cargo de fiscal y contador mayor de cuentas del Consejo de Hacienda. Más adelante, además, fue alcalde de Casa y Corte, corregidor de Toledo y expulsó a los moriscos de Hornachos. Felipe III lo mandó en 1618 a poner en ejecución el riego de los campos de Murcia, Cartagena y Lorca y, al año siguiente, lo hizo parte del Consejo de Castilla. Por decreto de Felipe IV del 8 de mayo de 1631, se unió a la Orden de Santiago. Estuvo designado para ejercer la presidencia de turno del Concejo de la Mesta en 1638, pero renunció por enfermedad. Falleció en Madrid el 22 de marzo de 1649.

## Obra
- Animadversionvm ivris civilis, liber singvlaris (Turín, 1586)[1]
- Discurso sobre las láminas, reliquias y libros que se han descubierto en la ciudad de Granada este año de 1595 (¿1595?)[5]
- Reliquias y Prophecias que se auia hallado el año pasado de 1588 [5]
- Excelencias de la Monarchia y Reyno de España (Valladolid, 1597)[5]
- Discurso sobre la justificación de los censos (1597-1598)[5]
- Discursos de la certidumbre de las reliquias descubiertas en Granada desde el año de 1588 hasta el de 1598 (1601)[5]
- Historia y discursos de la certidumbre de las Reliquias, Laminas y Prophecias descubiertas en el Monte Sacro y iglesia de Granada desde el año 1588 hasta 1598 (1602)[5]
- El principio de jurar los Príncipes en España (1608)[6]
- Excelencias de San Ivan Baptista (1617)[6]
- Voto sobre el Bellon (¿1628?)[6]
- Tratado de la limpia Concepción de Nuestra Señora (Madrid, 1638)[6]
- Tratado de la Concepción Inmaculada de la Santissima Virgen María nvesrra (sic) Señora sobre el Psalmo 44: "Eructauit cormeum verbum bonum". (Madrid, 1638)[6]
- Varias comedias [7]